# しまなみジャパン
一般社団法人しまなみジャパンは、愛媛県今治市別宮町に所在する一般社団法人。

## 概要
2017年に愛媛県今治市・上島町、広島県尾道市が観光振興を図るDMOとして設立。前身は、3市町や商工観光関連22団体で構成していた任意団体「瀬戸内しまなみ海道振興協議会」であり、振興協議会が発展改組され設立された。
振興協議会が実施していたサイクリング大会や尾道市側のレンタルサイクル事業を継承する他、しまなみ観光のプロモーション、新規イベントなどを手掛けている。2023年4月からは今治市勤労福祉事業団が行っていた今治市側のレンタサイクル事業を行っている。

## 事業内容
- プロモーション事業
  - 観光PR事業
  - サイクリングPR事業
  - 海外誘客促進事業
  - マーケティング事業
  - しまなみジャパン観光ビジネスセッションの開催
- レンタサイクル事業
  - レンタサイクル貸出

## 沿革
- 2017年3月 - 「一般社団法人しまなみジャパン」（本社：広島県尾道市）設立。
- 2022年4月 - 本社を愛媛県今治市別宮町に移転。
- 2023年4月 - 今治市側のレンタルサイクル事業を継承。

## 会員
- 尾道観光協会
- 因島観光協会
- 今治地方観光協会
- 上島町観光協会
- 尾道商工会議所
- 因島商工会議所
- 尾道しまなみ商工会
- 今治商工会議所
- しまなみ商工会
- 尾道観光土産品協同組合
- 今治地方観光旅館ホテル同業組合
- 本州四国連絡高速道路 しまなみ尾道管理センター
- 本州四国連絡高速道路 しまなみ今治管理センター
- 西日本旅客鉄道 岡山支社営業課
- 四国旅客鉄道 営業部誘客戦略室
- おのみちバス
- 瀬戸内運輸
- 愛媛県瀬戸内しまなみ海道振興協議会
- しまなみ
- 瀬戸内しまなみリーディング
- タオル美術館
- 宮窪町漁業協同組合
- 内海エンジニアリング
- 宮地機工
- ニューズ･アンド･コミュニケーションズ
- 大山神社
- 工房おのみち帆布
- 因島観光開発
- 本四バス開発
- 千年松
- 島ごころ
- 万田発酵
- 岡山交通 中国交通カンパニー
- 新居田物産
- わっか
- 民宿珈里葡
- しまの会社
- ハラプレックス
- ドルチェ
- クリアースペースデザイン
- 瀬戸内クルージング
- 土橋保険事務所
- 尾道海運
- C.K.K.ファクトリー
- 村上オフセット印刷
- 理興R&Rレンタル尾道
- CHIPS
- アンデックス
- 和光汽船 アイリンク事業部